# Will Owen

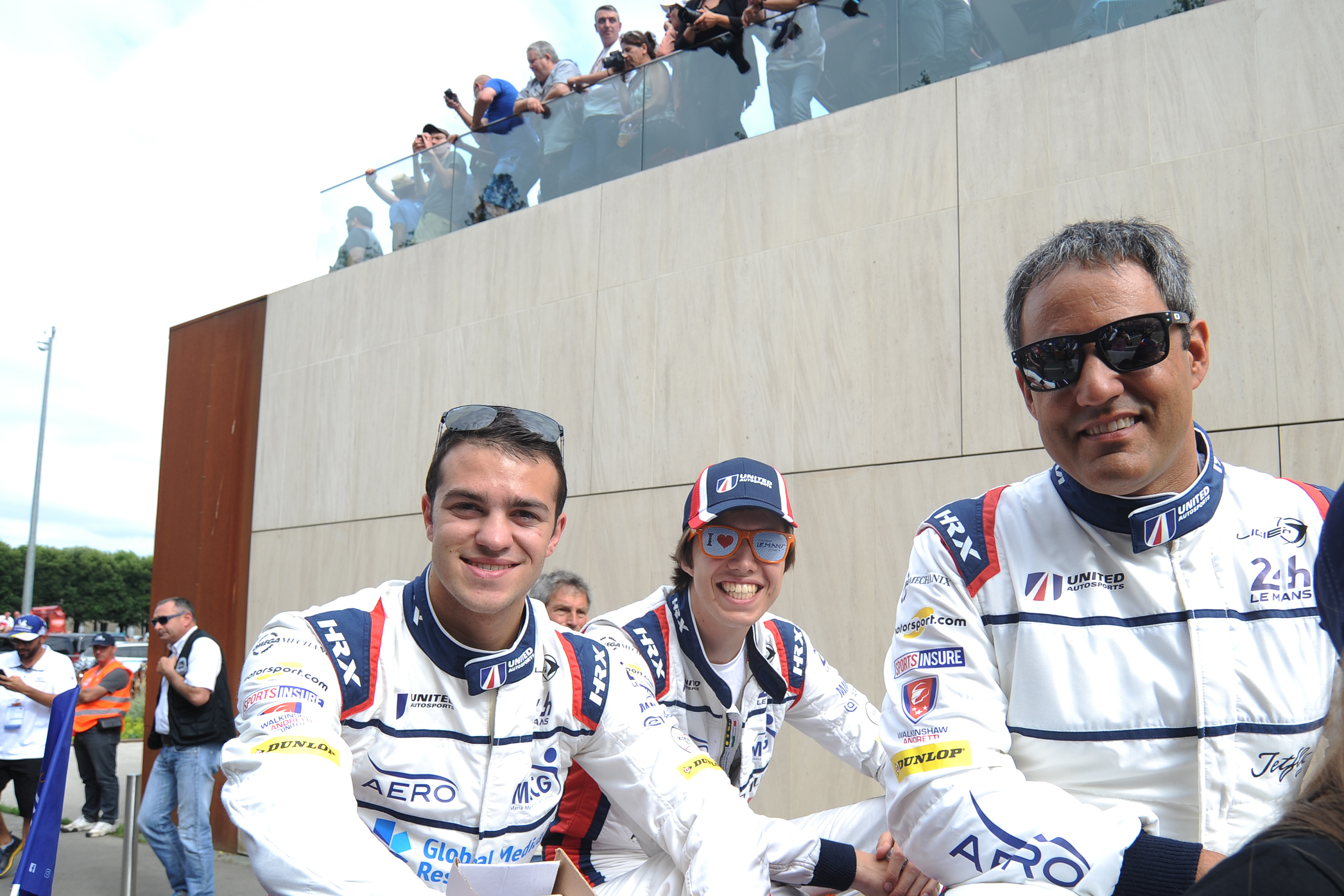
Will Owen (links) mit Hugo de Sadeleer und Juan Pablo Montoya bei der Fahrerparade zum 24-Stunden-Rennen von Le Mans 2018

William „Will“ Owen (* 23. März 1995 in Castle Rock) ist ein US-amerikanischer Autorennfahrer.

## Karriere als Rennfahrer
Will Owen begann seine Karriere im Kartsport. Seine ersten Rennen fuhr er 2010 im Alter von 15 Jahren. 2011 wechselte er in den Monopostosport und feierte erste Erfolge in der Formel Mazda. Bis 2016 ging er in Serien dieser Rennformel an den Start und wurde 2015 Sechster in der Cooper Tires Winterfest Pro Mazda Meisterschaft und 2016 Vierter in der Pro Mazda Championship Presented by Cooper Tires.
2017 wechselte Owen in den Sportwagensport. Er erhielt einen Fahrervertrag bei United Autosports und ging mit deren Ligier JS P217 in der European Le Mans Series an den Start. Von Beginn an war die Zusammenarbeit erfolgreich. Bereits der zweite Renneinsatz endete mit einem Gesamtsieg, als Owen mit den Partnern Filipe Albuquerque und Hugo de Sadeleer das 4-Stunden-Rennen von Silverstone gewann. Nach weiteren Erfolgen beim 4-Stunden-Rennen auf dem Red Bull Ring beendete das Trio die Saison hinter Memo Rojas und Léo Roussel an der zweiten Stelle der Meisterschaft.
Zweimal war er bisher beim 24-Stunden-Rennen von Le Mans am Start. Nach einem 5. Gesamtrang 2017 beendete er dieses 24-Stunden-Rennen 2018 an der siebten Stelle der Schlusswertung.

## Statistik

### Le-Mans-Ergebnisse
| Jahr | Team                  | Fahrzeug       | Teamkollege        | Teamkollege      | Platzierung | Ausfallgrund |
| ---- | --------------------- | -------------- | ------------------ | ---------------- | ----------- | ------------ |
| 2017 | United Autosports     | Ligier JS P217 | Filipe Albuquerque | Hugo de Sadeleer | Rang 5      |              |
| 2018 | United Autosports     | Ligier JS P217 | Juan Pablo Montoya | Hugo de Sadeleer | Rang 7      |              |
| 2019 | United Autosports     | Ligier JS P217 | Alex Brundle       | Ryan Cullen      | Rang 19     |              |
| 2020 | United Autosports     | Oreca 07       | Alex Brundle       | Job van Uitert   | Rang 17     |              |
| 2022 | United Autosports USA | Oreca 07       | Filipe Albuquerque | Philip Hanson    | Rang 14     |              |

### Sebring-Ergebnisse
| Jahr | Team          | Fahrzeug         | Teamkollege | Teamkollege      | Platzierung | Ausfallgrund |
| ---- | ------------- | ---------------- | ----------- | ---------------- | ----------- | ------------ |
| 2019 | Juncos Racing | Cadillac DPi-V.R | René Binder | Agustín Canapino | Rang 32     |              |

### Einzelergebnisse in der FIA-Langstrecken-Weltmeisterschaft
| Saison  | Team              | Rennwagen      | 1   | 2   | 3   | 4   | 5   | 6   | 7   | 8   | 9   |
| ------- | ----------------- | -------------- | --- | --- | --- | --- | --- | --- | --- | --- | --- |
| 2017    | United Autosports | Ligier JS P217 | SIL | SPA | LEM | NÜR | MEX | AUS | FUJ | SHA | BAH |
| 2017    | United Autosports | Ligier JS P217 | 5   |     |     |     |     |     |     |     |     |
| 2018/19 | United Autosports | Ligier JS P217 | SPA | LEM | SIL | FUJ | SHA | SEB | SPA | LEM |     |
| 2018/19 | United Autosports | Ligier JS P217 |     | 7   |     |     |     |     |     | 19  |     |
| 2019/20 | United Autosports | Oreca 07       | SIL | FUJ | SHA | BAH | AUS | SPA | LEM | BAH |     |
| 2019/20 | United Autosports | Oreca 07       |     |     |     | 17  |     |     |     |     |     |
| 2022    | United Autosports | Oreca 07       | SEB | SPA | LEM | MON | FUJ | BAH |     |     |     |
| 2022    | United Autosports | Oreca 07       | 10  | 7   | 14  | 23  | 11  | 10  |     |     |     |